# الحركة نحو الاشتراكية

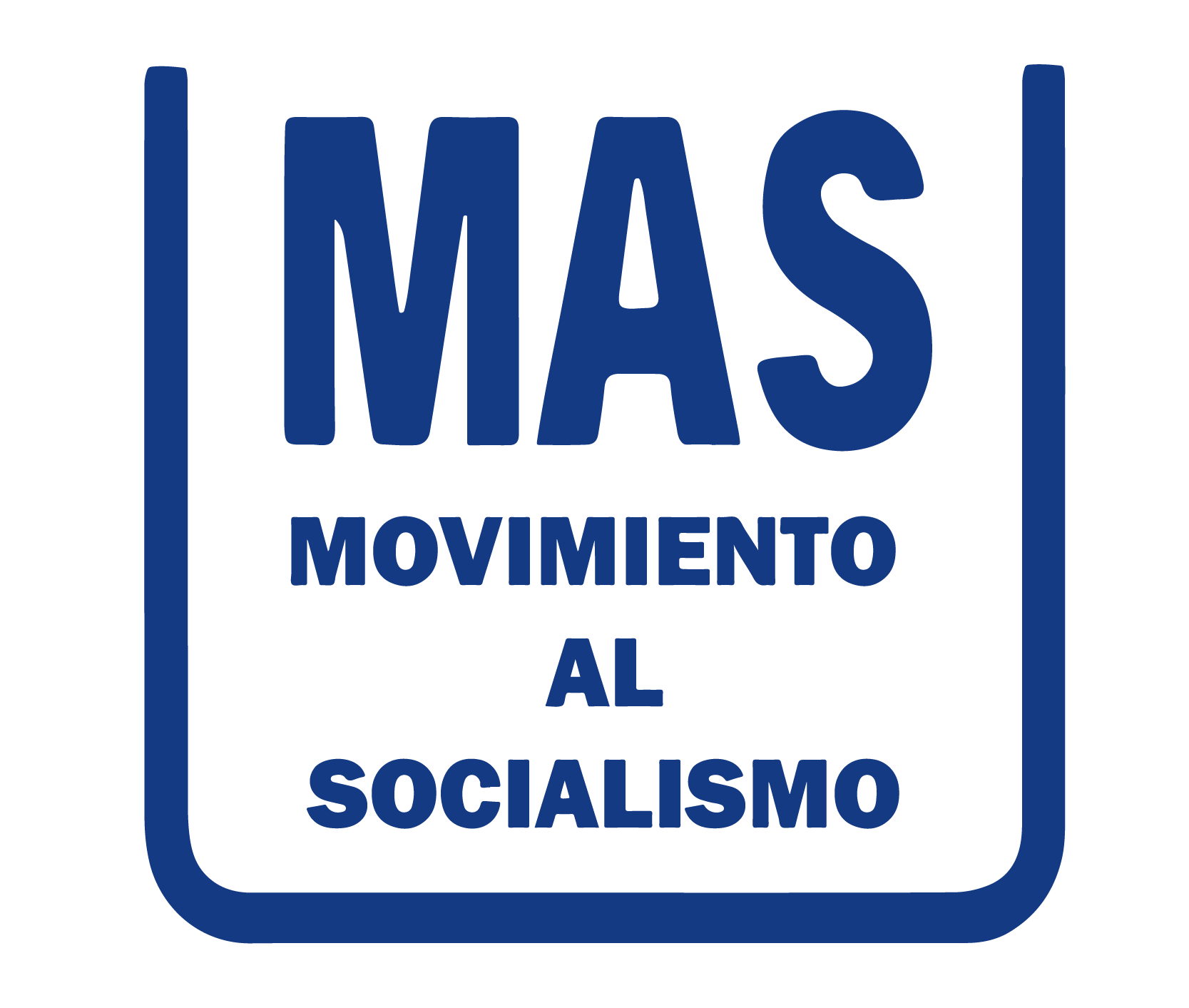

الحركة نحو الاشتراكية (بالإسبانية: Movimiento al Socialismo)‏ الاختصار(MAS) والاسم الرسمي الكامل الحركة نحو الاشتراكية-الأداة السياسية لسيادة الشعوب (بالإسبانية: Movimiento al Socialismo-Instrumento Político por la Soberanía de los Pueblos، الاختصار: MAS-IPSP)‏ هي حزب سياسي في بوليفيا. تأسس الحزب في عام 1987. رئيس الحزب هو إيفو مورالس. في الانتخابات الرئاسية لعام 2005، فاز مرشح الحزب، ايفو مورالس، بحصوله على 1489866 صوت (54.1%). في الانتخابات البرلمانية لعام 2005 حصل الحزب على 73 مقعد.